# U-21-Fußball-Afrikameisterschaft 1983
Die U-21-Fußball-Afrikameisterschaft 1983 war die dritte Auflage des vom Afrikanischen Fußballverband (CAF) organisierten Turniers für Junioren-Fußball-Nationalmannschaften (U-21) Afrikas. Das Turnier begann am 12. Juni 1982 und endete am 16. April 1983. Sieger wurde Nigeria. Der Turniersieger qualifizierte sich zusammen mit dem unterlegenen Finalisten Elfenbeinküste für die Junioren-Weltmeisterschaft 1983 in Mexiko.

## Modus
Das Turnier wurde im K.-o.-System mit Hin- und Rückspielen ausgetragen. Bei Torgleichheit entschied die Auswärtstorregel über das Weiterkommen. Herrschte hier ebenso Gleichstand, wurde ohne vorherige Verlängerung ein Elfmeterschießen durchgeführt.

## Vorrunde
| Datum               |                | Gesamt |                              | Hinspiel | Rückspiel |
| ------------------- | -------------- | ------ | ---------------------------- | -------- | --------- |
| 13. / 27. Juni 1982 | Liberia        | 4:3    | Guinea                       | 2:2      | 2:1       |
| 12. Juni 1982       | Senegal        | :      | Gambia                       | 0:2      | :         |
| 0                   | Sudan          | :      | Äthiopien                    | :        | :         |
| 0                   | Togo           | :      | Ghana                        | :        | :         |
| 0                   | Gabun          | :      | Zentralafrikanische Republik | :        | :         |
| 0                   | Swasiland      | :      | Mauritius                    | :        | :         |
| 0                   | Angola         | :      | Volksrepublik Kongo          | :        | :         |
| 0                   | Elfenbeinküste | :      | Obervolta                    | :        | :         |
| 0                   | Marokko        | :      | Libyen                       | :        | :         |

Liberia wurde disqualifiziert, Senegal trat zum Rückspiel nicht an. Äthiopien, Ghana, Zentralafrika, Mauritius, Kongo, Obervolta und Libyen zogen ihre Mannschaft zurück. Alle übrigen Mannschaften hatten spielfrei.

## Achtelfinale
| Datum                     |                | Gesamt |                  | Hinspiel | Rückspiel |
| ------------------------- | -------------- | ------ | ---------------- | -------- | --------- |
| 13. / 27. August 1982     | Sudan          | 2:4    | Ägypten          | 1:1      | 1:3       |
| 5. / 19. September 1982   | Guinea         | 3:2    | Togo             | 2:1      | 1:1       |
| 15. / 24. August 1982     | Gabun          | 0:3    | Nigeria          | 0:1      | 0:2       |
| 15. August 1982           | Swasiland      | :      | Simbabwe         | 1:5      | :         |
| 15. / 24. August 1982     | Angola         | 1:3    | Kamerun          | 0:1      | 1:2       |
| 15. August 1982           | Elfenbeinküste | :      | Äquatorialguinea | 4:1      | :         |
| 25. Juli / 6. August 1982 | Gambia         | 1:2    | Algerien         | 0:0      | 1:2       |
| 19. / 26. September 1982  | Marokko        | 4:0    | Tunesien         | 4:0      | 0:0       |

Swasiland trat zum Rückspiel nicht mehr an, Äquatorialguinea wurde nach dem ersten Spiel disqualifiziert.

## Viertelfinale
| Datum                           |          | Gesamt          |                | Hinspiel | Rückspiel |
| ------------------------------- | -------- | --------------- | -------------- | -------- | --------- |
| 31. Oktober / 14. November 1982 | Ägypten  | 1:1 (7:8 i. E.) | Guinea         | 1:0      | 0:1       |
| 23. Oktober / 7. November 1982  | Nigeria  | 3:2             | Simbabwe       | 3:1      | 0:1       |
| 31. Oktober / 14. November 1982 | Kamerun  | 2:5             | Elfenbeinküste | 0:2      | 2:3       |
| 31. Oktober / 13. November 1982 | Algerien | (a) 3:3 (a)     | Marokko        | 2:0      | 1:3       |

## Halbfinale
| Datum                              |                | Gesamt      |          | Hinspiel | Rückspiel |
| ---------------------------------- | -------------- | ----------- | -------- | -------- | --------- |
| 19. Dezember 1982 / 8. Januar 1983 | Guinea         | 2:3         | Nigeria  | 2:1      | 0:2       |
| 19. Dezember 1982 / 9. Januar 1983 | Elfenbeinküste | (a) 2:2 (a) | Algerien | 1:0      | 1:2       |

## Finale
| Datum               |                | Gesamt |         | Hinspiel | Rückspiel |
| ------------------- | -------------- | ------ | ------- | -------- | --------- |
| 3. / 16. April 1983 | Elfenbeinküste | 3:4    | Nigeria | 2:2      | 1:2       |

## Ergebnis
Nigeria und die Elfenbeinküste qualifizierten sich für die Junioren-Weltmeisterschaft 1983 in Mexiko. Dort belegte Nigeria hinter Brasilien und den Niederlanden den dritten Platz seiner Vorrundengruppe. Die Elfenbeinküste beendete die Vorrunde hinter Uruguay, Polen und den USA als Gruppenletzter.